# Библиотека „Вук Караџић” (Нови Београд)
Библиотека „Вук Караџић” је библиотека позајмног типа. Једна је од 13. организационих јединица, односно општинских мрежа Библиотеке града Београда, а основана је 1951. године. Налази се на адреси Булевар Зорана Ђинђића 152а на Новом Београду.

## Опште информације
Мрежу чине Централна библиотека, која се налази у улици Булевар Зорана Ђинђића 152а на Новом Београду, односно седам огранака. Библиотека „Вук Караџић” располаже фондом од око 110.000 јединица библиотечке грађе. Читаоница има Централно одељење за одрасле и Огранак „Владан Десница” који се налази у Сава центру. Поред белетристике, лектире за основе и средње школе, ова библиотека садржи и стручну литературу из различитих области науке и културе, богату референсну збирку, као и фонд некњижне грађе.
Библиотека руске литературе „Сергеј Михалков” налази се у оквиру Огранка „Владан Десница” као посебан фонд, а основана је 13. маја 2017. године на основу сарадње Библиотеке града Београда са руским фондом „Култура”.
Основана је 1951. године, првобитно је била у склопу Народног универзитета, а затим у склопу Радничког универзитета. Од 1989. године библиотека „Вук Караџић” постала је део разгранатог система Библиотеке града Београда као њена организациона јединица.
Библиотека „Вук Караџић” Нови Београд организује бројне културно едукативне садржаје, радионице за децу и друге програмске активности за децу и одрасле и има изузетну, дугогодишњу сарадњу са Предшколском установом „11. април”, основним и средњим школама општине, Општином Нови Београд, као и многим установама и организацијама.
Библиотека је реновирана и након тога свечано отворена 22. априла 2019. године, сређен је кров, уређен ентеријер, док су замењени прозори, а она опремљена новим полицама и намештајем. Реновирање је извршено средствима из буџета Града Београда.

## Услуге
- Књиге за одрасле
- Књиге за децу и младе
- Часописи
- Мултимедија (ДВД, ЦД)
- Читаоница
- Културно образовни програми
- Рачунари за кориснике
- Бесплатан вај-фај

## Огранци
- Централно одељење „Вук Караџић”
- Дечје одељење и огранак „Фонтана”
- Огранак „Марија Илић Агапова”
- Огранак „Сава”
- Огранак „Меша Селимовић”
- Огранак „Перо Слијепчевић”
- Огранак „Бежанија”